# 33544 Jerold
33544 Jerold este un asteroid din centura principală de asteroizi.

## Descriere
33544 Jerold este un asteroid din centura principală de asteroizi. A fost descoperit pe 15 mai 1999 la Fountain Hills (Arizona) de Charles W. Juels. Asteroidul prezintă o orbită caracterizată de o semiaxă mare de 2,54 ua, o excentricitate de 0,17 și o înclinație de 13,4° în raport cu ecliptica.